# سمیلوکی
شهر سمیلوکی (به روسی: Семилуки) در کشور روسیه و در اوبلاست وورونژ واقع شده‌است.